# Liste der Kulturdenkmäler in Hünstetten
Die folgende Liste enthält die in der Denkmaltopographie ausgewiesenen Kulturdenkmäler auf dem Gebiet  der Gemeinde Hünstetten, Rheingau-Taunus-Kreis, Hessen.
Hinweis: Die Reihenfolge der Denkmäler in dieser Liste orientiert sich zunächst an Ortsteilen und anschließend der Anschrift, alternativ ist sie auch nach der Bezeichnung, der vom Landesamt für Denkmalpflege vergebenen Nummer oder der Bauzeit sortierbar.
Kulturdenkmäler werden fortlaufend im Denkmalverzeichnis des Landes Hessen durch das Landesamt für Denkmalpflege Hessen auf Basis des Hessischen Denkmalschutzgesetzes (HDSchG) geführt. Die Schutzwürdigkeit eines Kulturdenkmals hängt nicht von der Eintragung in das Denkmalverzeichnis des Landes Hessen oder der Veröffentlichung in der Denkmaltopographie ab.

Das Vorhandensein oder Fehlen eines Objekts in dieser Liste ist keine rechtsverbindliche Auskunft darüber, ob es Kulturdenkmal ist oder nicht: Diese Liste entspricht möglicherweise nicht dem aktuellen Stand der offiziellen Denkmaltopographie. Diese ist für Hessen in den entsprechenden Bänden der Denkmaltopographie Bundesrepublik Deutschland und im Internet unter DenkXweb – Kulturdenkmäler in Hessen einsehbar. Auch diese Quellen sind, obwohl sie durch das Landesamt für Denkmalpflege Hessen aktualisiert werden, nicht immer aktuell, da es im Denkmalbestand immer wieder Änderungen gibt.
Eine verbindliche Auskunft erteilt allein das Landesamt für Denkmalpflege Hessen.
Nutze diese Kartenansicht, um Koordinaten in der Liste zu setzen. In dieser Kartenansicht sind Kulturdenkmale ohne Koordinaten mit einem roten bzw. orangen Marker dargestellt und können in der Karte gesetzt werden. Kulturdenkmale ohne Bild sind mit einem blauen bzw. roten Marker gekennzeichnet, Kulturdenkmale mit Bild mit einem grünen bzw. orangen Marker.
Der Hünstetter Kulturpfad führt an 40 der Kulturdenkmäler vorbei. Sie werden jeweils vor Ort durch Infotafeln erläutert.

## Kulturdenkmäler nach Ortsteilen

### Bechtheim
| Bild                                             | Bezeichnung                                                                  | Lage                                            | Beschreibung | Bauzeit | Objekt-Nr. |
| ------------------------------------------------ | ---------------------------------------------------------------------------- | ----------------------------------------------- | --- | ------- | ---------- |
| weitere Bilder                                   | Hofreite                                                                     | Alte Ortsstraße 23 LageFlur: 29, Flurstück: 83  | Dreiseitig geschlossene Hofreite im alten Ortsbereich. Seitlicher Zugang durch charakteristisches hölzernes Hoftor mit Vergitterung. Wohlerhaltenes, traufständiges Wohnhaus um 1700, dreizonig, mit niedriger Erdgeschosshöhe. Handwerklich gut gefügtes Fachwerk mit gefachweisen Überblattungen der Riegel, im Obergeschoss ohne Halsriegel; Streben leicht gekrümmt. Im Giebel markantes Rautenmuster, umlaufend profilierte Schwelle. Symmetrische Straßenfassade mit Mitteleingang, Tür der Mitte des 19. Jahrhunderts mit Kassettenfüllungen. Qualitätvoller Bau mit Wirkung für das Ortsbild. Bestandteil der Gesamtanlage Alte Ortsstraße. | 1700    | 13738 DDB  |
| Evangelische Pfarrkirche                         | Evangelische Pfarrkirche                                                     | Alte Ortsstraße 26 LageFlur: 29, Flurstück: 55  | Bestandteil der Gesamtanlage Alte Ortsstraße 1741 wahrscheinlich durch den gleichen Baumeister wie die Limbacher Kirche erbaut. Im Ortskern etwas erhöht in dem durch eine Bruchsteinmauer begrenzten Kirchhof gelegen. Saalbau mit Mansarddach und mehrstufigem Dachreiter. Außenwand durch Blendrahmen und hohe Rundbogenfenster gegliedert. Zwei Türen mit geschnitzten Füllungen, profilierte Sandsteingewände. Im Inneren gewölbte Decke mit eingeschnittenen Öffnungen für die Belichtung durch Gauben. Einheitliche Ausstattung der Bauzeit mit dreiseitiger, teils doppelstöckiger Empore. Bemerkenswerter, reich geschnitzter und farbig gefasster Kanzelaltar mit gedrehten Säulen und Engeln; im Schalldeckel Intarsie. Gestühlwangen balusterartig mit Muschelornament. Taufstein 1719, ähnlich Beuerbach. Orgel 1753 von Johann Christian Köhler. | 1741    | 14423 DDB  |
| weitere Bilder                                   | Fachwerkhaus                                                                 | Alte Ortsstraße 37 LageFlur: 29, Flurstück: 48  | Gegenüber der Pfarrkirche freistehendes, gut proportioniertes Fachwerkhaus. Traufstellung mit dreizoniger Gliederung, deutlicher Geschossüberstand. Hohes Schieferdach mit kleinen Gauben, Giebel ebenfalls verschiefert. Repräsentativer Bau, nach Überlieferung 1602 errichtet. Aus dieser Zeit Fachwerkteile erhalten, unter anderem charakteristisch geschwungene Strebefiguren mit oberhalb des Brüstungsriegels angeordneten Andreaskreuzen. Auf das 19. Jahrhundert gehen Vergrößerungen der Fenster sowie die Tür mit Kassettenfüllungen und Oberlicht zurück. Die zugehörige, um 1800 errichtete Scheune als Gemeindezentrum modern ausgebaut. Mauereinfriedung mit Sandsteintorpfosten und eisernem Torgitter, 19. Jahrhundert. Bestandteil der Gesamtanlage Alte Ortsstraße. | 1602    | 13740 DDB  |
| weitere Bilder                                   | Wohnhaus und Scheune                                                         | Alte Ortsstraße 39 LageFlur: 29, Flurstück: 52  | Das giebelständige Wohnhaus eines neben dem Pfarrhof gelegenen Hakenhofes soll 1708 erbaut worden sein. Dreizonig mit hofseitigem Mitteleingang und zweiläufiger Treppe. Auf abgerundeten Balkenköpfen vorkragendes Obergeschoss mit weitgespreizten Strebefiguren ohne Kopfbänder. Eingangsüberdachung auf balusterförmig geschnitzten Pfosten, diese sollen aus der alten Pfarrscheune stammen. Dachstuhl im 19. Jahrhundert erneuert. Rückwärtiger Anbau in Fachwerk neu errichtet. Bestandteil der Gesamtanlage Alte Ortsstraße. | 1708    | 13741 DDB  |
| Katholische Pfarrkirche „Zur Hl. Dreifaltigkeit“ | Katholische Pfarrkirche „Zur Hl. Dreifaltigkeit“                             | Bürgerhausstraße 2 LageFlur: 28, Flurstück: 1/9 | Die Kirche mit Pfarrhaus ist eine sogenannte Flüchtlingskirche. Wenige Jahre nach Kriegsende wurde sie in Eigenhilfe und Eigenleistung durch Vertriebene aus dem Sudetenland, aus Oberschlesien und aus Ungarn erbaut. Es handelt sich um ein ortsgeschichtlich und städtebaulich hervorragendes Kulturdenkmal, das an der Ecke Alte Ortsstraße / Bürgerhausstraße den Übergang vom alten Dorf zur südlichen Ortserweiterung mit den Vertriebenenhäusern darstellt. | 1952/53 | 53359 DDB  |
| weitere Bilder                                   | Gesamtanlage Alte Ortsstraße 12–41, 15–35, Bogengasse 3, Backhausstraße 1, 2 | Gesamtanlage Alte Ortsstraße Lage               | Alte Ortsstraße 12–41, 15–35, Bogengasse 3, Backhausgasse 1, 2. Die Bebauung der Alten Ortsstraße, früher Hauptstraße, umfasst im Wesentlichen den alten Ortskern des kleinen Straßendorfes. Der Schnittpunkt verschiedener Straßen und Wege bildet im Osten den Ortsmittelpunkt mit barocker evangelischer Pfarrkirche und gegenüberliegendem Pfarrhof. Westlich reihen sich Hofreiten des 18./19. Jahrhunderts mit charakteristischen, teilvergitterten überbauten Hoftoren aneinander und bilden einen geschlossenen Straßenraum. Die Scheunen der Hakenhofreiten schließen die Bebauung nach außen zu den ehemaligen Gärten ab. Eine Sonderform der Dorfbebauung des 19. Jahrhunderts stellt Alte Ortsstraße 24 als ehemaliges Wohnstallhaus - heute verändert - dar. Die benachbarte alte Schule Alte Ortsstraße 22, ein zweigeschossiger, traufständiger Backsteinbau der Zweiten Hälfte des 19. Jahrhunderts, fällt durch größere Bauhöhe und Material in der überwiegend verputzten, nachträglich veränderten Fachwerkbausubstanz auf. |         | 13737 DDB  |

### Beuerbach
| Bild           | Bezeichnung                 | Lage                                                                     | Beschreibung | Bauzeit | Objekt-Nr. |
| -------------- | --------------------------- | ------------------------------------------------------------------------ | --- | ------- | ---------- |
| weitere Bilder | Friedhof, Katharinen-Glocke | Ober der Kirch LageFlur: 33, Flurstück: 93                               | |         | 13743 DDB  |
|                |                             | Webergasse 4 LageFlur: 39, Flurstück: 52                                 | |         | 13744 DDB  |
| weitere Bilder | Evangelische Kirche         | Wörsbachstraße 16 LageFlur: 39, Flurstück: 12                            | |         | 13746 DDB  |
| Brunnen        | Brunnen                     | Wörsbachstraße (L 3031) (Ecke Kanalstraße) LageFlur: 39, Flurstück: 84/1 | Gusseiserner Dorfbrunnen, zu Ende des vergangenen Jh. wahrscheinlich in der Michelbacher Hütte gegossen. Rechteckiger Trog mit Feldeinteilung, diagonalen Stegen und Akanthusrosetten. Achteckige, asymmetrisch gesetzte Brunnensäule mit ornamentaler Verzierung, Wasserauslauf in Form eines Tierkopfes. Dokument der ländlichen Wasserversorgung um die Jahrhundertwende; Element der Ortsmitte. Standort durch unvorteilhafte Veränderungen der Umgebung stark beeinträchtigt. |         | 13745 DDB  |

### Görsroth
| Bild                    | Bezeichnung         | Lage                                              | Beschreibung        | Bauzeit                                           | Objekt-Nr. |
| ----------------------- | ------------------- | ------------------------------------------------- | ------------------- | ------------------------------------------------- | ---------- |
| Wohnhaus einer Hofreite | Hofreite            | Birkhecker Straße 4 LageFlur: 1, Flurstück: 192/7 | Wohnhaus            | 18. Jahrhundert                                   | 13748 DDB  |
| Wohnhaus                | Wohnhaus            | Hessenstraße 33 LageFlur: 1, Flurstück: 50/1      | Wohnhaus            | Um 1850                                           | 13751 DDB  |
| weitere Bilder          | Evangelische Kirche | Hessenstraße 36 LageFlur: 1, Flurstück: 195/1     | Evangelische Kirche | 1872                                              | 13750 DDB  |
| Hakenhofreite           | Hakenhofreite       | Mittelstraße 6 LageFlur: 1, Flurstück: 59         | Hakenhofreite       | 18. Jahrhundert Wohnhaus, 19. Jahrhundert Scheune | 14578 DDB  |

### Kesselbach
| Bild            | Bezeichnung | Lage                                       | Beschreibung | Bauzeit | Objekt-Nr. |
| --------------- | ----------- | ------------------------------------------ | --- | ------- | ---------- |
| Bild gesucht BW |             | Talstraße 17 LageFlur: 1, Flurstück: 25/10 | Diese Hofreite besteht aus einem kleinen zweizonigen Fachwerkwohnhaus des späten 18. Jahrhunderts und den im Winkel angelegten Scheunen und Stallungen. |         | 13755 DDB  |
| Backhaus        | Backhaus    | Talstraße 26 LageFlur: 1, Flurstück: 139/1 | Das Backhaus in der Talstraße in der Ortsmitte ist ein freistehendes rechteckiges eingeschossiges Gebäude aus unverputztem Bruchsteinmauerwerk mit Krüppelwalmdach und Sichtfachwerk in den Giebelzonen. Das Backhaus ist im frühen 19. Jahrhundert erbaut worden und wurde 1982 bis 1983 umfassend instand gesetzt. |         | 13756 DDB  |

### Ketternschwalbach
| Bild                 | Bezeichnung          | Lage                                            | Beschreibung | Bauzeit | Objekt-Nr. |
| -------------------- | -------------------- | ----------------------------------------------- | --- | ------- | ---------- |
| Alte Schule          | Alte Schule          | Austraße 2 LageFlur: 32, Flurstück: 78/2        | Hinter der Kirche erhöht gelegenes Fachwerkhaus auf etwa quadratischem Grundriss. Traufseitiger, zur Palmbachstraße orientierter Mitteleingang mit Freitreppe. Vordach auf geschnitzten Holzstützen mit geschweiften Knaggen. Konstruktives, jedoch streng symmetrisch aufgebautes Fachwerk, ursprünglich wohl verputzt, Giebelseite verschiefert. Um 1800; frühes Beispiel einer Dorfschule. Der Bau leitet vom dreizonigen Fachwerkhaus des 18. Jahrhunderts zum biedermeierlichen Haustyp des 19. Jahrhunderts über. |         | 13758 DDB  |
| weitere Bilder       | Brunnen              | Langgasse LageFlur: 32, Flurstück: 68           | Gusseiserner Laufbrunnen, wahrscheinlich aus der Produktion der Michelbacher Hütte um die Jahrhundertwende. Gängiges, immer wieder leicht variiertes Modell, hier mit Einteilung des rechteckigen Troges in drei Felder mit aufgesetzten Akanthusrosetten. Kannelierte Brunnensäule mit Knauf und Wasserauslauf in Form eines Tierkopfes. Dokument der dörflichen Wasserversorgung, gleichzeitig traditionelles Element des Straßenbildes |         | 13759 DDB  |
| Sachteil Hauseingang | Sachteil Hauseingang | Langgasse 1 LageFlur: 30, Flurstück: 59/1       | Haustür und Gewände des klassizistisch-biedermeierlichen Typs der Mitte des 19. Jahrhunderts in modernisiertem, ehemals zu einer stattlichen Hofreite gehörigem Wohnhaus. Zugehörige Treppe ebenfalls erneuert. Zurückgesetzte zweiflügelige Holztür mit sprossengeteiltem Oberlicht. Die Kassettierung wiederholt sich in der als Flachgiebel abgeschlossenen Holzbekleidung. Türblätter vorzüglicher handwerklicher Qualität: profilierte Füllungen mit erhabenen Rauten und kleinen Viertelkreisfächern, in den obersten der jeweils vier Felder Halbkreisflächer, Schlagleiste in Form eines Taustabes. Sachteil |         | 13760 DDB  |
| weitere Bilder       | Hofreite             | Langgasse 18 LageFlur: 32, Flurstück: 59        | Hofreite an der nach Norden ansteigenden Langgasse. Das massive, verputzte Wohnhaus fällt durch seine für dörfliche Verhältnisse reiche Bauzier auf. Nach Giebelinschrift 1906 errichtet von Eduard Jung. Fünfachsige Hauptfassade, Betonung der Mitte durch Eingang, schmiedeeisernen Balkon sowie Zwerchgiebel mit fünf zierlichen Bekrönungen. Fenster mit plastischen Umrahmungen, verzierte Brüstungsfelder im Obergeschoss. Wandgliederung durch Eckpilaster und Gurtgesimse. Massive Nebengebäude. |         | 13761 DDB  |
| weitere Bilder       | Evangelische Kirche  | Palmbachstraße 1 LageFlur: 32, Flurstück: 80    | Die in der Ortsmitte gelegene Kirche geht auf das 15. Jahrhundert zurück, als in Ketternschwalbach eine Pfarrei (1423–83) bestand. Aus dieser Zeit stammt der Turm; das Schiff wurde um 1700 angefügt. Westfassade mit Strebepfeilern. Giebel und Turm mit Spitzhelm verschiefert. Über dem Eingang Spitzbogenfenster; im Schiff hochrechteckige Öffnungen mit Holzgewänden. Innen Flachdecke, Fensteröffnungen mit Stichbogen. Über der Westempore Decke auf Unterzug und Mittelstütze. Orgelempore auf zwei Rundstützen an der Altarseite. Kanzel mit Schalldeckel und geschnitzten Füllungen, um 1700. Alte geschnitzte Gestühlswangen erneuert. Taufstein 1719. Orgel um 1816 von Johann Wilhelm Schöler, Bad Ems; 1910 verändert. |         | 13762 DDB  |
| weitere Bilder       | Gebäudegruppe        | Palmbachstraße 5 LageFlur: 32, Flurstück: 83    | Gebäudegruppe aus von der Straße zurückgesetztem Wohnhaus und kleinerem, später errichtetem Nebengebäude in versetzter Anordnung (mit neuerem Verbindungsbau). Wohnhaus des späten 18. Jahrhunderts mit Krüppelwalmen und hohem, von außen zugänglichem Kellergeschoss aus Bruchstein. Im Fachwerk sind nachträgliche Eingriffe sichtbar. Traufseitige Schwelle des leicht vorkragenden Obergeschosses durch Profil betont. Hofpflaster erhalten. Bestandteil der historischen Ortsbebauung. |         | 14579 DDB  |
| weitere Bilder       | Wohngebäude          | Palmbachstraße 10 LageFlur: 31, Flurstück: 32/1 | Traufständiges Wohngebäude des 19. Jahrhunderts mit überbauter Hofeinfahrt. Regelmäßige, fünfachsige Fensterreihung, straßenseitiger Eingang nachträglich verkleinert. In dem schlichten, als verputzte Fachwerkkonstruktion errichteten Bau besitzt das handwerklich bearbeitete hölzerne Hoftor mit integrierter Pforte dekorative Qualität. Gerader Sturz auf geschweiften Knaggen, die Torflügel oben in ausgesägte Gitter aufgelöst. Damit wird hier die Tradition des geschmückten Hof- und Scheunentores fortgeführt. |         | 13764 DDB  |

### Limbach
| Bild                | Bezeichnung             | Lage                                                             | Beschreibung | Bauzeit                    | Objekt-Nr. |
| ------------------- | ----------------------- | ---------------------------------------------------------------- | --- | -------------------------- | ---------- |
|                     |                         | Gesamtanlage Ortskern Lage                                       | |                            | 13766 DDB  |
| Evangelische Kirche | Evangelische Kirche     | Hauptstraße LageFlur: 37, Flurstück: 43                          | Saalbau mit Mansarddach und zierlichem Dachtürmchen. Schlichte Ausstattung der Bauzeit, Kanzel und Orgel an der Altarseite.                                                                     | 1744                       | 13771 DDB  |
| weitere Bilder      | Wohnhaus                | Hauptstraße 6 LageFlur: 37, Flurstück: 49/4                      | |                            | 14580 DDB  |
| weitere Bilder      | Hofreite                | Hauptstraße 7 LageFlur: 37, Flurstück: 55/6                      | |                            | 14581 DDB  |
| weitere Bilder      | Hofreite                | Hauptstraße 8 LageFlur: 38, Flurstück: 43                        | |                            | 14582 DDB  |
|                     |                         | Hauptstraße 9 LageFlur: 38, Flurstück: 35/1                      | |                            | 14583 DDB  |
|                     |                         | Hauptstraße 11 LageFlur: 38, Flurstück: 34/1                     | |                            | 13776 DDB  |
| Hofreite            | Hofreite                | Höhenstraße 5 LageFlur: 38, Flurstück: 30                        | |                            | 13777 DDB  |
| Hofreite            | Hofreite                | Höhenstraße 7 LageFlur: 38, Flurstück: 31/1                      | |                            | 13778 DDB  |
| weitere Bilder      | Sachteil Haustür        | Hohlstraße 1 LageFlur: 37, Flurstück: 56                         | |                            | 13779 DDB  |
| weitere Bilder      | Wohnhaus einer Hofreite | Hohlstraße 2 LageFlur: 38, Flurstück: 32/2                       | |                            | 13780 DDB  |
| weitere Bilder      | Hofanlage               | Hohlstraße 3 LageFlur: 37, Flurstück: 57                         | |                            | 53358 DDB  |
| Hofreite            | Hofreite                | Hohlstraße 9 LageFlur: 37, Flurstück: 60/5                       | |                            | 13781 DDB  |
| weitere Bilder      | Hühnerkirche            | Hühnerkirche, Am Wallbacher Weg LageFlur: 43, Flurstück: 10/1, 9 | An dem alten Höhenweg Hühnerstraße gelegene, wahrscheinlich prähistorische Kultstätte. Die seit 1515 bekannte Wallfahrtskirche wurde 1668 abgebrochen. Heutige Nutzung als Hofgut Hühnerkirche. | Herrenhaus 18. Jahrhundert | 13782 DDB  |
| Hofreite            | Hofreite                | Quellenstraße 1 LageFlur: 38, Flurstück: 36                      | |                            | 13767 DDB  |
| Wohnhaus            | Wohnhaus                | Quellenstraße 3 LageFlur: 38, Flurstück: 41                      | | 1717                       | 13768 DDB  |
| Wohnhaus            | Wohnhaus                | Quellenstraße 5 LageFlur: 38, Flurstück: 37                      | |                            | 13769 DDB  |
| weitere Bilder      | Hofreite                | Quellenstraße 9 LageFlur: 38, Flurstück: 39                      | |                            | 13770 DDB  |

### Oberlibbach
| Bild           | Bezeichnung      | Lage                                          | Beschreibung | Bauzeit | Objekt-Nr. |
| -------------- | ---------------- | --------------------------------------------- | --- | ------- | ---------- |
| weitere Bilder | Brunnen          | Borngasse 1 LageFlur: 1, Flurstück: 92/1      | Gusseiserner Trog eines Dorfbrunnens aus der Zeit um 1900 wahrscheinlich in der Michelbacher Hütte produziert. Der Laufbrunnen steht heute neben dem ehemaligen Rathaus, in der Nähe des hier überbauten Libbachs. |         | 13784 DDB  |
| weitere Bilder | Ehemalige Schule | Rathausstraße 12 LageFlur: 1, Flurstück: 89/1 | Die 1894 erbaute ehemalige Schule ist mit Schiefer verkleidet und heute Wohnhaus | 1894    | 13785 DDB  |

### Strinz-Trinitatis
| Bild                    | Bezeichnung                                  | Lage                                                                              | Beschreibung | Bauzeit | Objekt-Nr. |
| ----------------------- | -------------------------------------------- | --------------------------------------------------------------------------------- | --- | ------- | ---------- |
| Hofreite                | Hofreite                                     | Hohenweg 2 LageFlur: 34, Flurstück: 31                                            | Dreiseitig geschlossene Hofreite in der Ortsmitte. Aufgrund der beengten Grundstückssituation fast vollständig überbaute Fläche und sich verschneidende Baukörper. Das am Höhenweg giebelständige Wohnhaus wie die Nebengebäude verputzt; an einigen Stellen gutes Fachwerk. Hofseitig erkennbare Mannfiguren weisen auf eine Erbauung im 18. Jh. hin. Anbau mit Torfahrt. Sonderform eines an örtliche Gegebenheiten angepassten Gehöfts, wichtiges Element der innerörtlichen Bebauung. |         | 13787 DDB  |
| Kleinhofreite           | Kleinhofreite                                | Hohenweg 6 LageFlur: 34, Flurstück: 33                                            | Kleinhofreite in Ecklage. Schmales Wohnhaus mit nur einer giebelseitigen Fensterachse. Das Fachwerk der 1. Hälfte des 18. Jh. vollständig verputzt, nur unwesentlich gestört. Hofseitig zeichnet sich ein deutlicher Geschossüberstand mit darunter freiliegenden Balkenköpfen ab. Schwelle der nördlichen Traufseite kräftig profiliert. Kleine Scheune winkelförmig anschließend. Als fast unverändert erhaltene Bausubstanz im alten Ortsbereich ist der Hof Dokument einer ursprünglichen Wohnform. |         | 13788 DDB  |
| weitere Bilder          | Ev. Pfarrkirche St. Trinitatis               | Kirchbergstraße LageFlur: 35, Flurstück: 90/1                                     | Auf der Anhöhe des nordöstlich des Ortskernes gelegenen Kirchberges ist der wehrhafte Turm mit Zeltdach (bis 1945 Spitzhelm) ein im Fischbachtal weithin sichtbares Merkmal der Ortssilhouette. Turm um 1200, Chor mit 5/8-Schluss um 1500, breiteres Schiff vom Beginn des 16. Jh. Im Chor und an der Südseite Maßwerkfenster; in der Außenwand ein Gedenkstein mit Wappen. Im Chor Sterngewölbe auf figürlichen Konsolen, Schlusssteine mit Nassauer Löwe und Vierpass. Im Schiff Holztonne mit Gemälde der Trinität um 1740. Schlichte Ausstattung der 1. Hälfte des 18. Jh. mit doppelstöckiger Westempore. Chorempore; Orgel von Christian Ernst Schöler 1818–20. Gestühlswangen um 1560. Zwei Ölgemälde, Luther und Melanchthon, 18. Jh. Taufstein 18. Jh. An der inneren südlichen Chorwand Gedenktafel für Pfarrer Johann Venator (Jäger) † 1607; runder Wappenstein. |         | 13790 DDB  |
| Alte Schule             | Alte Schule                                  | Kirchbergstraße 5 LageFlur: 35, Flurstück: 92/1                                   | Die bereits 1562 für die Pfarrei Strinz-Trinitatis gegründete Lateinschule nahm nach dem 30-jährigen Krieg den Lehrbetrieb wieder auf, 1723 wird von über 80 Schülern aus Strinz-Trinitatis, Limbach, Wallbach und Hennethal berichtet. Der Unterricht wurde vom Diakon gehalten. Der auf das frühe 18. Jh. zurückgehende stattliche Fachwerkbau, dessen Lage auf dem Kirchberg den ursprünglich engen Zusammenhang mit Kirche und Pfarrei veranschaulicht, überragt weithin sichtbar den Ort. Östliche Giebelwand mit Krüppelwalm, Fachwerk mit Zierformen. Südliche Traufseite mit Zwerchhaus und ornamentaler Verschieferung des 19. Jh., nach Westen jüngerer, ebenfalls verschieferter Anbau auf massivem Mauerwerk-Erdgeschoss. |         | 14584 DDB  |
| weitere Bilder          | Scheune                                      | Kirchbergstraße 14 LageFlur: 35, Flurstück: 94                                    | Vermutlich ehemalige Schulscheuer. Kleine Fachwerkscheune des 18. Jh. über quadratischem Grundriss. Ostwand verputzt, Westseite verschiefert. Geschnitzter Torsturzbalken mit Diagonalprofil und grob gearbeitetem, stilisiertem Kopf in der Mitte. Diese archaisch wirkende Scheunenzier ist nur noch in wenigen Beispielen erhalten. Erneuertes Tor in jüngerer Aufhängung mit eisernen Bändern und Stützkegeln. Die Scheune ist unverzichtbarer Bestandteil der historischen Baugruppe auf dem Kirchberg. |         | 13792 DDB  |
| Hofreite                | Hofreite                                     | Kleine Bachstraße 5 LageFlur: 34, Flurstück: 20                                   | |         | 13789 DDB  |
| weitere Bilder          | Brunnen                                      | Panroder Straße LageFlur: 35, Flurstück: 123/3                                    | |         | 13793 DDB  |
| weitere Bilder          | Ehemaliges Arbeitsdienstlager und Jugendheim | Panroder Straße 3 LageFlur: 35, Flurstück: 76/20                                  | |         | 13794 DDB  |
| Wohnhaus einer Hofreite | Wohnhaus einer Hofreite                      | Scheidertalstraße 5 LageFlur: 36, Flurstück: 97                                   | | um 1800 | 13795 DDB  |
| weitere Bilder          | Altes Pfarrhaus                              | Scheidertalstraße 8, Scheidertalstraße LageFlur: 35, Flurstück: 114/9, 89/1, 90/3 | An der Ostseite des Kirchberges weit in die Landschaft wirkender kubischer Fachwerkbau mit Walmdach auf hohem Bruchsteinsockel. Daran anschließend überdachte Mauereinfriedung mit Pforte und Rundbogentor. Die fünfachsige symmetrische Hauptfassade mit hoher Eingangstreppe und Mitteleingang sowie Rundbogentür zum Keller ist nach Süden zum Hof orientiert. Erbaut um 1800 in solidem, regelmäßigem, ehemals verputztem Fachwerk in Formen des Übergangs vom Barock zum Klassizismus. 1984 durchgreifende Renovierung mit Fachwerkfreilegung, Erneuerung des Daches mit Kniestock und modernen Gauben. |         | 13796 DDB  |
| weitere Bilder          | Scheune                                      | Scheidertalstraße 9a LageFlur: 36, Flurstück: 1                                   | |         | 13797 DDB  |

### Wallbach
| Bild                     | Bezeichnung         | Lage                                                  | Beschreibung                                           | Bauzeit              | Objekt-Nr. |
| ------------------------ | ------------------- | ----------------------------------------------------- | ------------------------------------------------------ | -------------------- | ---------- |
| Ehemaliger Pumpenbrunnen | Brunnen             | August-Bücher-Straße LageFlur: 19, Flurstück: 105/6   | Ehemaliger Pumpenbrunnen, umgewandelt zum Laufbrunnen. |                      | 13799 DDB  |
| Evangelische Kirche      | Evangelische Kirche | August-Bücher-Straße LageFlur: 19, Flurstück: 28      | Evangelische Kirche                                    | 1753                 | 13801 DDB  |
| Hofreite                 | Hofreite            | August-Bücher-Straße 31 LageFlur: 20, Flurstück: 20/1 | Vierseit-Hofreite                                      | Ende 18. Jahrhundert | 14432 DDB  |

### Wallrabenstein
| Bild            | Bezeichnung               | Lage                                                 | Beschreibung | Bauzeit       | Objekt-Nr. |
| --------------- | ------------------------- | ---------------------------------------------------- | --- | ------------- | ---------- |
| weitere Bilder  |                           | Burgstraße 1 LageFlur: 7, Flurstück: 41/1, 44/2      | | 1680          | 13803 DDB  |
| weitere Bilder  |                           | Burgstraße 19 LageFlur: 7, Flurstück: 55             | Wohnhaus und Nebengebäude einer ehemaligen Hofreite auf dem Gelände der Burg; eine zugehörige Scheune schloss das Grundstück früher nach Nordosten zum Wörsbachtal hin ab. Wahrscheinlich wurde die Hofreite von einem Zimmermann Konrad Pier erbaut, der die Burg 1706 kaufte. Langgestreckter Traufenbau mit überbauter Hofeinfahrt. Im darüberliegenden Brüstungsfeld Tafel mit Inschrift: „Der liebe Gott in diesem Havs vnd Flecken bewahren vor Fever vnd Gevahr / Wo Gott dem Havs nicht gibt sein Gvnst so arbeit jeder Man vmbsonst/ Wo Gott die Stad nicht selbst bewacht so ist vmbsonst der Waechter Wacht“. Darunter Zimmermannswerkzeug und Herz mit Baudatum 1705. Das qualitätsvolle Fachwerkhaus schließt die Burgstraße optisch ab und bildet den nördlichen Eckpunkt der Ortsbebauung an der Burg. | 1705          | 13805 DDB  |
| weitere Bilder  | Burg Wallrabenstein       | Burgstraße 19 LageFlur: 7, Flurstück: 55             | 1393 durch Graf Walram von Nassau-Idstein erbaut. Im 15. Jh. an die Familie von Reiffenberg verpfändet, 1549 noch bewohnt, im Dreißigjährigen Krieg verfallen. 1671 befreite Graf Johann von Nassau die Bewohner von Abgaben und Diensten, um stattdessen ihre Mithilfe beim Wiederaufbau der Burg zu fordern. Das Projekt kam jedoch nicht zustande, da 1677–1706 die Burg samt Ländereien an einen Bürger des Ortes, wahrscheinlich den Zimmermann Konrad Pier, verkauft wurde. Kleine Burg auf einem nach Nordost zum Wörsbach und Nordwest zum Hainbach steil abfallenden Felsvorsprung. Nach den anderen Seiten noch aufrecht stehende, ehemals ein Rechteck umschließende Mauer mit runder Eckverstärkung und in der Mitte eingestelltem, runden Bergfried. Gegenüber Giebelwand eines ehemaligen Wohngebäudes. Südwestlich sechseckiger Turm, daneben spitzbogige Toröffnung. Mauern aus Schieferbruchstein mit Rundbogenfries des ehemaligen Wehrganges. Markantes Wahrzeichen in der Landschaft. | 1393          | 13804 DDB  |
| Bild gesucht BW | Engelsmühle               | Engelsmühle (Außerhalb) LageFlur: 23, Flurstück: 125 | Im Wörsbachtal in der Nähe von Beuerbach einzeln gelegenes Mühlengebäude. Eingeschossiger Fachwerkbau des 19. Jh., vor einigen Jahren niedergelegt und in gleicher Form wieder neu aufgerichtet. Im hohen, massiven Sockelgeschoss war zuvor das Mahlwerk komplett erhalten. Schlichtes Haus mit Satteldach und mittigem Zwerchhaus. Rechtwinklig angrenzend ein kleines Fachwerk-Nebengebäude. | 1845 bis 1855 | 955200 DDB |
| weitere Bilder  | Brunnen                   | Lindenplatz LageFlur: 7, Flurstück: 161/3            | Gusseiserner Pumpenbrunnen, wahrscheinlich ein Produkt der Michelbacher Hütte aus der Zeit kurz vor 1900. Nach Renovierung vor der Kirche neu aufgestellt. Verzierte Säule mit Auslauf in Form eines Tierkopfes. Rechteckiger Trog eingeteilt in drei Felder mit ornamentalen Motiven und Löwenköpfen. |               | 13806 DDB  |
| weitere Bilder  | Evangelische Peterskirche | Lindenplatz 1 LageFlur: 7, Flurstück: 133            | Saalbau mit Walmdach und Haubendachreiter, innen einfache Ausstattung der Bauzeit. Die Brüstung der Kanzeltreppe mit Bandelwerk um 1730. | 1708          | 13807 DDB  |
| Wohnhaus        | Wohnhaus                  | Zum Haingraben 1 LageFlur: 7, Flurstück: 107         | |               | 13808 DDB  |
| weitere Bilder  | Hofreite                  | Zum Haingraben 3 LageFlur: 7, Flurstück: 91          | |               | 13809 DDB  |